# Арко, Алонсо Манрике де Лара
Алонсо Фернандес Манрике де Лара-и-Сильва (исп. Alonso Fernandez Manrique de Lara y Silva; 11 января 1672, Галистео — 27 марта 1737, Мадрид), 1-й герцог дель Арко, гранд Испании 1-го класса — испанский придворный.

## Биография
Второй сын Педро Манрике де Лара-и-Солиса, сеньора де Аркильо, и Антонии де Сильва Риверы-и-Роледо, графини де Кастропонсе.
3-й граф де Монтеэрмосо, граф де Фуэнсалданья, Пуэбла-дель-Маэстре, Ньева и Монтенуэво.
Майордом королевы (25.10.1688), затем дворянин палаты Ее Величества и ее первый конюший (1695). Во время войны за Испанское наследство остался верен королю Филиппу V, которого сопровождал в походах в Португалию (1702) и Каталонию (1706).
В 1712 году был принят в рыцари Военного ордена Сантьяго, в котором позднее стал командором Валенсии-дель-Вентосо. 16 октября 1714 король назначил его своим ловчим и главным арбалетчиком, а вскоре после этого Алонсо спас монаршую особу от нападения тяжело раненного кабана, за что был награжден герцогским титулом и личным достоинством гранда Испании (26.04.1715), и прежде всего признательностью монарха, с которым никогда не расставался. 7 сентября 1721 назначен старшим конюшим короля, 10 января 1724 был пожалован в рыцари ордена Золотого руна.
25 апреля 1729 в Севилье был пожалован в рыцари орденов короля.

## Семья
Жена (31.07.1695): Мариана Энрикес де Карденас (25.05.1682—29.12.1761), 16-я графиня де ла Пуэбла-дель-Маэстре, 7-я маркиза де Бакарес и 2-я графиня де Монтенуэво, дочь Луиса Энрикеса де лас Касас, 1-го графа де Монтенуэво, и Лоренсы де Карденас, наследницы графства ла Пуэбла-дель-Маэстре. Брак был бездетным, и наследником герцогского титула стал племянник Луис Мануэль Лассо де ла Вега-и-Манрике де Лара